# In Kyo-don
In Kyo-don (koreanisch 인교돈; * 27. Juni 1992 in Incheon) ist ein südkoreanischer Taekwondoin. Er startet in den oberen Gewichtsklassen über 80 Kilogramm.

## Erfolge
In Kyo-don platzierte sich international in den Jahren 2014 und 2015 bei mehreren Turnieren unter den besten drei Startern, so auch bei der Sommer-Universiade 2015 in Gwangju, wo er in seiner Gewichtsklasse bis 87 Kilogramm Zweiter wurde. 2016 wurde er in Manila in derselben Gewichtsklasse Asienmeister und belegte in dieser ein Jahr darauf bei den Weltmeisterschaften in Muju den dritten Platz. Er sicherte sich 2018 in Ho-Chi-Minh-Stadt in der Gewichtsklasse über 87 Kilogramm erneut den Titelgewinn bei den Asienmeisterschaften. Außerdem gewann er bis 2018 zwei Grand-Prix-Turniere und belegte beim Grand-Slam-Turnier in Wuxi den zweiten Platz, das er ein Jahr später schließlich gewann.
Bei den 2021 ausgetragenen Olympischen Spielen 2020 in Tokio erreichte In in seiner Konkurrenz nach zwei Siegen das Halbfinale, in dem er auf den Nordmazedonier Dejan Georgievski traf und diesem mit 6:12 unterlag. Im anschließenden Kampf um Bronze setzte er sich gegen den Slowenen Ivan Trajkovič mit 5:4 knapp durch und sicherte sich so den Medaillengewinn.